# Mariano García Remón
Mariano García Remón (Madrid, España, 30 de septiembre de 1950) es un exfutbolista y entrenador español, conocido principalmente por la carrera que desempeñó en el Real Madrid C. F., equipo en el que permaneció casi la totalidad de su carrera deportiva.
Se da la circunstancia de que es, junto a Iker Casillas, el madrileño que ha defendido la portería del Real Madrid con mayores éxitos, y fue considerado por la crítica como uno de los porteros más completos de su época, lo que le valió para ganarse la confianza de todos sus entrenadores, para así permanecer en el club durante quince temporadas.

## Trayectoria

### Como jugador

#### Categorías inferiores
Sus primeros pasos en el mundo del fútbol los dio en las filas de la A. D. Rayo Vallecano, donde permaneció una temporada en categoría infantil, y desde donde pasó a la órbita merengue para ingresar en sus categorías inferiores.
Llegó al Real Madrid con quince años, el 1 de agosto de 1966. En la temporada 1970-71 fue cedido al Talavera C. F., pero en el mes de diciembre fue nuevamente prestado al Real Oviedo donde adquirió la experiencia necesaria para volver al Real Madrid y hacerse miembro de pleno derecho de la primera plantilla del conjunto merengue ya como un portero de garantía.

#### Real Madrid C. F.

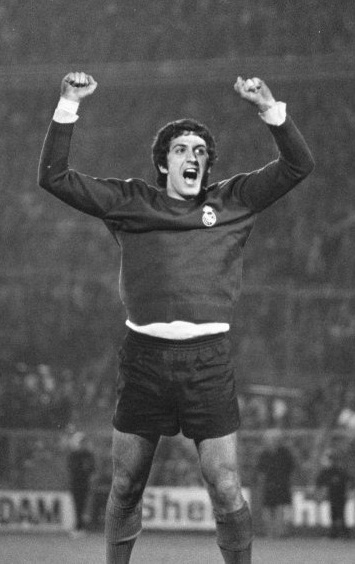
García Remón en la eliminatoria de semifinales de la Copa de Europa 1972-73 frente al A. F. C. Ajax.

En la temporada 1971-72 se proclamó campeón de Liga y militó en el Real Madrid durante catorce campañas, hasta la temporada 1984-85. Debutó con el primer equipo en el Trofeo Ibérico disputado en Badajoz. Fue campeón de Liga en seis ocasiones y de la Copa del Rey en otras cuatro.
Cabe destacar un partido de Liga ante el Real Sporting de Gijón en el que paró dos penaltis, uno a Quini y otro a Ignacio Churruca, actuación que entre otras provocó el hecho de que se le considerara como verdadero experto en detener penaltis.
El encuentro que es más recordado aún por los aficionados madridistas de García Remón coincidió con el partido n.º 100 del Madrid en Copa de Europa. Los madridistas jugaban con el Dinamo de Kiev en Odesa, el 7 de marzo de 1973, y la actuación del meta le valió el apodo del Gato de Odesa. Sufrió numerosas lesiones a lo largo de su carrera, entre las que destacan una fractura de menisco, ligamentos cruzados, fractura de codo o triada.
Su adiós al primer equipo como jugador llegó al final de la temporada 1985-86, con treinta y cinco años, coincidiendo con la incorporación de Leo Beenhakker con técnico. Estuvo veinte años como portero del Real Madrid, quince de ellos en el primer equipo.
En total jugó 177 partidos en Primera División, otros veintinueve en competiciones europeas y veinticinco en la Copa del Rey.

### Como entrenador
A su retirada ejerció como técnico en las categorías inferiores del Real Madrid, hasta hacerse con las riendas del Real Madrid C. F. "B" en la temporada 1990-91. Tras el cese de Jorge Valdano como técnico del primer equipo y con la llegada de Arsenio Iglesias, ejerció como segundo entrenador de la primera plantilla reclamado por el técnico gallego antes de ocupar el banquillo de equipos como el Real Sporting de Gijón, entre 1993 y 1995; el Albacete Balompié, en la temporada 1996-97; la U. D. Las Palmas, en la 1997-98; la U. D. Salamanca, en la 1999-2000; el C. D. Numancia de Soria, en la campaña 2000-01; y el Córdoba C. F., durante los últimos meses de la 2001-02. En 2004 asumió el cargo de entrenador del primer equipo del Real Madrid, donde permaneció tres meses.
En 2007 entrenó al Cádiz C. F. durante las siete primeras jornadas de la temporada 2007-08.

## Selección nacional
Con la selección española jugó dos partidos, contra los Países Bajos y Turquía. Debutó contra los primeros en Ámsterdam, el 2 de mayo de 1973 en un partido que finalizó con victoria neerlandesa por 3-2. Jugó con la selección FIFA en el homenaje al jugador portugués Eusébio. 

## Clubes

### Como jugador
| Club              | País   | Año       |
| ----------------- | ------ | --------- |
| Talavera C. F.    | España | 1970      |
| Real Oviedo       | España | 1970-1971 |
| Real Madrid C. F. | España | 1971-1986 |

### Como entrenador
| Club                    | País   | Año       |
| ----------------------- | ------ | --------- |
| Real Madrid C. F. "B"   | España | 1990-1993 |
| Real Sporting de Gijón  | España | 1993-1995 |
| Albacete Balompié       | España | 1996-1997 |
| U. D. Las Palmas        | España | 1997-1998 |
| U. D. Salamanca         | España | 1999-2000 |
| C. D. Numancia de Soria | España | 2000-2001 |
| Córdoba C. F.           | España | 2002      |
| Real Madrid C. F.       | España | 2004      |
| Cádiz C. F.             | España | 2007      |

## Palmarés

### Títulos nacionales
| Título             | Club              | Año     |
| ------------------ | ----------------- | ------- |
| Campeonato de Liga | Real Madrid C. F. | 1971-72 |
| Copa               | Real Madrid C. F. | 1973-74 |
| Campeonato de Liga | Real Madrid C. F. | 1974-75 |
| Copa               | Real Madrid C. F. | 1974-75 |
| Campeonato de Liga | Real Madrid C. F. | 1975-76 |
| Campeonato de Liga | Real Madrid C. F. | 1977-78 |
| Campeonato de Liga | Real Madrid C. F. | 1978-79 |
| Campeonato de Liga | Real Madrid C. F. | 1979-80 |
| Copa               | Real Madrid C. F. | 1979-80 |
| Copa               | Real Madrid C. F. | 1981-82 |
| Copa de la Liga    | Real Madrid C. F. | 1984-85 |
| Campeonato de Liga | Real Madrid C. F. | 1985-86 |

### Títulos internacionales
| Título          | Equipo            | Año     |
| --------------- | ----------------- | ------- |
| Copa de la UEFA | Real Madrid C. F. | 1984-85 |
| Copa de la UEFA | Real Madrid C. F. | 1985-86 |